# Мамеринец
Ма́меринец (от голл. mamiering 'рукав, шланг из кожи или парусины') — общее название приспособлений в корабельных артиллерийских башнях, которые в комбинации с другими устройствами должны обеспечивать газоводонепроницаемость внутреннего объёма орудийной башни в промежутке между её вращающейся и неподвижной частями (башенный или атмосферный мамеринец), а также — в амбразурных зазорах между башенными бронелистами (орудийным щитом) и подвижной частью орудийного ствола (амбразурный мамеринец).
Мамеринец может иметь самую разнообразную форму и устройство, как правило, изготовляется из прорезиненной парусины, кожи, пропитанного маслом войлока и т. п.